# Верховинець Василь Миколайович
Верхови́нець Васи́ль Микола́йович (справжнє прізвище Костів; 5 січня 1880, Старий Мізунь, Королівство Галичини та Володимирії, Долитавщина, Австро-Угорщина — 11 квітня 1938, Київ) — український композитор, диригент і хореограф, перший теоретик українського народного танцю. Автор багатьох музикознавчих праць, викладач хорових дисциплін, теорії музики та гармонії, хоровий диригент, співак, хормейстер і хореограф, музичний і громадський діяч. Етнограф. Батько співачки Наталки Костів-Сарамаги. Почесний громадянин Долини.
Василь Верховинець, «… він був не тільки високообдарованою людиною, — говорив М. Т. Рильський, — але й людиною неабиякої освіченості та широких культурних інтересів».

## Життєпис

Верховинець у ролі Левка у виставі «Майська ніч»

Народився 5 січня 1880 року у с. Мізунь (нині Старий Мізунь Долинського району Івано-Франківської області) в родині селянина-бідняка.
У 12 років успішно закінчив сільську школу й поїхав вчитися в бурсу при Ставропігійському інституті (Львів), де готували слухачів для духовної та учительської семінарій.
1899 року Василь Миколайович закінчує учительську семінарію в Самборі з дипломом «Городського народного вчителя» і починає педагогічну діяльність на посаді викладача співів у народних школах села Бережниці, а згодом у Середній Угринів Калуського повіту.
Він виявляє себе як неабиякий хормейстер і актор. Перейшовши до «Русько-народного театру», виступає на сцені з провідними партіями в музичних постановках. Василь Миколайович мав непоганий, поставлений голос — лірично-драматичний тенор.
У 1906 році Микола Карпович Садовський організовує театр і запрошує для роботи в ньому як визначних майстрів старшого покоління, так і аматорів, серед яких був і В. М. Верховинець, якому доводиться переїхати з Галичини до Києва. 1907 року до трупи Садовського серед інших акторів було запрошено Є. Долю — майбутню дружину Верховинця, прекрасну актрису, що виконувала ролі травестів.
У театрі Садовського Верховинець працює над створенням сценічних образів. Киян чарували його тенор і майстерна гра в ролях Петра («Наталка Полтавка» М. Лисенка), Андрія («Запорожець за Дунаєм» С. Гулака-Артемовського), Левка («Майська ніч» М. Лисенка), Йонтека («Галька» Монюшка), Вашека («Продана наречена» Б. Сметани), Андрія («Катерина» М. Аркаса).
Згодом переходить на хормейстерську та диригентську роботу. Одночасно успішно закінчує теоретичний клас школи М. В. Лисенка під керівництвом професора Г. М. Любомирського.
Певний час він працює разом із відомим хормейстером-диригентом О. А. Кошицем. Ним була написана велика кількість хорів, революційних маршів та романсів на слова Л. Українки, І. Франка, О. Олеся, М. Рильського, П. Тичини та інших українських поетів.
Великі досягнення Верховинця у справі хореографії. 23 листопада 1910 року у театрі Садовського відбулася прем'єра комічної опери Лисенка «Енеїда». Особливо цікавими були веснянки карфагенянок і гопак на Олімпі у постановці Верховинця. Цікавим був танець молоді біля корчми, поставлений ним же для драми І. Франка «Украдене щастя» (прем'єра 7 березня 1912 р.). Винахідливо скомпоновані і поставлені Василем Миколайович обрядові «хори веснянок» в п'єсі «Маруся Богуславка» мали винятковий успіх у глядачів.
Навесні 1915 року Верховинець виходить із трупи Садовського і переходить до театру під керівництвом І. О. Мар'яненка. В цьому колективі був хормейстером-диригентом і хореографом.
Користуючись можливістю бувати у різних куточках України завдяки гастролям театру, Верховинець глибоко вивчає побут і творчість українського народу. Він багато часу досліджував українські народні танці, проводив етнографічні дослідження, записував традиційні танці та танцювальні кроки в українських селах, ним записані танці «Роман» і «Гопак», «Василиха», «Шевчик», «Рибка». Також Василь Миколайович записав українське весілля. Книга «Українське весілля» у 1912 році стала його першою науковою працею. Друга праця «Українські танці» (1913 р.) стала результатом наполегливих пошуків у царині народних танців.
На той час становище в галузі хореографії було не найкращим. В. М. Верховинець говорить: «Українського балету ще не було і нема, він ще в народі як матеріал. Те, що ми до цього часу бачили на сценах, на забавах та вечірках,- це тільки слабка або погана імітація, а здебільшого еквілібристика в українській одежі під неможливо швидкий темп українського козачка».
З метою створення міцної теоретичної бази для дальшого розвитку національної хореографії Верховинець пише книгу «Теорія українського народного танцю» (1919). Це було перше в Україні ґрунтовне дослідження характеру і принципу побудови української народної хореографії, дослідження, яке мало на меті створення на народній основі національного фахового балету. «Теорія українського народного танцю» витримала 5 перевидань. У 1923 р. публікується ще одна праця В. М. Верховинця — збірка дитячих ігор з піснями «Весняночка», в якій викладається методологія роботи з дітьми.
У 1918 році очолив Український національний хор у Полтаві. У 1919—1920 роках Василь Верховинець викладав у Музично-драматичному інституті імені М. В. Лисенка. У 1920—1932 роках — керував кафедрою мистецтвознавства Полтавського інституту народної освіти, хоровою студією імені Стеценка при Музичному товаристві імені Леонтовича (Київ), 1927—1928 роки — був керівником хору Харківського драматичного театру.
Засновник та головний хормейстер Першої української державної музичної комедії (1929—1931). Постановки: «Орфей у пеклі», «Циган барон», «Гейша», «Запорожець за Дунаєм» та хорової вистави «Вечорниці».
1930 року Харківський оперний театр здійснив постановку першого українського балетного спектаклю «Пан Каньовський» (муз. М. Вериківського та Ю. Ткаченка). В. М. Верховинець був запрошений як співпостановник цього спектаклю. У цьому ж році Василь Миколайович у Полтаві створює «Жінхоранс» — жіночий колектив театралізованого співу. Ансамбль подавав пісню, супроводжуючи її ритмічними рухами, що відтворюють певний образ, підказаний змістом твору. Це був новий оригінальний жанр театралізованої пісні, який базувався на традиції українських пісень-діалогів, ігрових пісень, танців.
Павло Вірський писав: «Здобутки створеного ним вокально-хореографічного ансамблю „Жінхоранс“ — це наша класика, це яскрава сторінка в історії української хореографії. Найкращі традиції „Жінхорансу“ свято шанують усі танцювальні колективи України, в цих традиціях, зокрема, виховується і Державний заслужений ансамбль танцю Української РСР».
У 1933—1934 роках на Одеській кіностудії Іван Петрович Кавалерідзе працював над картиною «Коліївщина», сюди було запрошено і Василя Миколайовича Верховинця, який керував хором, що знімався у цьому кінофільмі. Одночасно він також брав участь у зніманнях фільму і як актор.
Арешт та загибель
У 1927 і 1932 роках його двічі заарештовували в Полтаві по звинуваченню у належності до СВУ, але за відсутністю доказів він був звільнений. 23 грудня 1937 року його знову заарештували. Верховинець звинувачувався у злочинах, як активний учасник контрреволюційної націоналістичної організації. Після нещадних багаточасових допитів Верховинець визнає себе винним і стверджує, що у 1919 році в Полтаві брав безпосередню участь в організації повстанського виступу проти Радянської влади. Слідчі не зупинялися ні перед чим, щоб довести неіснуючу вину допитуваного. Наголошувалось на тому, що Верховинець займався активною боротьбою проти Радянської влади протягом 20 років її існування. Василя Верховинця звинувачували у шпигунській діяльності на користь Польщі, у тому, що він нібито протягом 1928—1930 років відновив повстанську організацію у Полтаві й одночасно встановив зв'язок з активістами націоналістичної організації в Харкові.
У 1938 році був арештований. Виїзна сесія Військової колегії Верховного Суду СРСР 10 квітня 1938 року у місті Києві засудила В. М. Верховинця до розстрілу. Вирок приведений у виконання в Києві 11 квітня 1938 року.
Лише через 19 років, 7 липня 1957 року, Спілка композиторів України звернулася до військового прокурора з проханням реабілітації композитора. 25 квітня 1958 року Василь Верховинець був реабілітований Верховним судом СРСР.

## Спадщина
- для хору — «Заграй, кобзарю» (сл. Х.Рябоконя), «Ой зацвіла папороть» (сл. В.Чумака), «Лісові дзвіночки» (сл. П. Тичини), «Грими, грими, могутня пісне!» (сл. Д. Загула), «Більше надії, брати!» (слова В. Чумака) та ін.,
- солоспіви й дуети на слова Лесі Українки, І. Франка, О. Олеся, М. Рильського, П. Тичини та ін.,
- дитячі пісні;
- музика до народних танців і театральних вистав;
- обробки революційних пісень;
- запис понад 400 українських народних пісень і танців.

Книги
- «Українське весілля» (1912);
- Теорія українського народного танцю. — К., 1919 — перше в українській хореографії дослідження;
- збірник для дітей «Весняночка» (X., 1923, 5-е вид. 1990).

## Пам'ять
У 2021 році його доля представлена на фотодокументальній виставці про репресованих театральних діячів «Імена, викреслені з афіш», що експонується при вході на територію Національного історико-меморіального заповідника «Биківнянські могили».
У місті Полтава є вулиця Василя Верховинця.
В місті Києві з 1968 року також існує вулиця Василя Верховинця.